# 台北大空襲

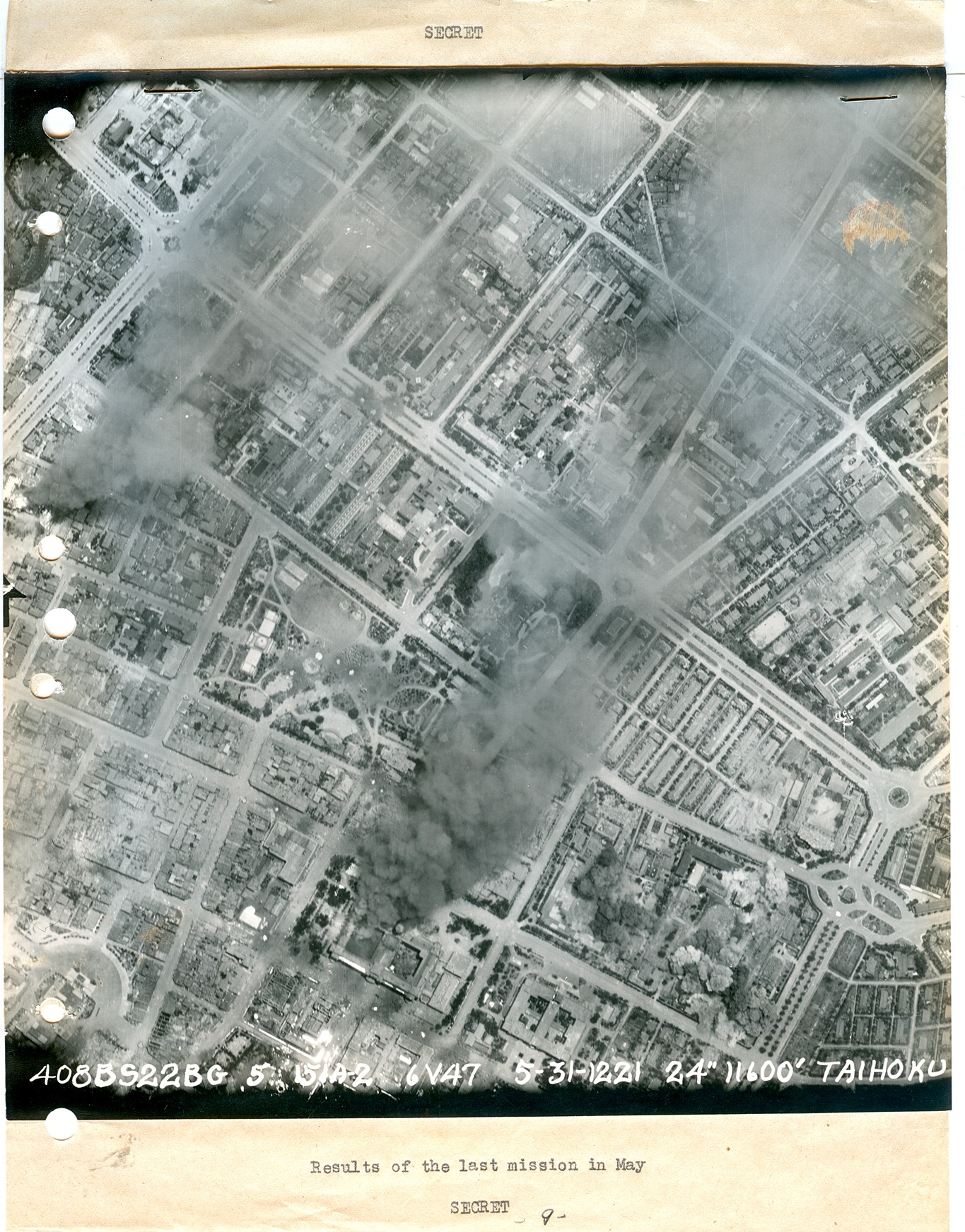
空襲で炎上する台北の街。アメリカ軍機が撮影した航空写真。

台北大空襲（たいほくだいくうしゅう）は第二次世界大戦中の1945年（昭和20年）5月31日、連合国軍の爆撃機により日本統治時代の台湾台北州台北市に対して行われた無差別爆撃である。この空襲で日本人を中心とした市民約3000人が死亡、重軽傷者並びに家屋を失った者は数万人以上に上った。

## 背景
台湾が空襲を受けたのは台北大空襲が初めてではなく、太平洋戦争開始前の1938年（昭和13年）2月23日にもソ連義勇軍と中華民国空軍第1大隊による松山飛行場への攻撃があった。

また、1943年（昭和18年）11月25日にはアメリカ陸軍航空軍の第14空軍第11爆撃中隊に属する8機と米中混成軍団第1大隊第2中隊の6機、合計14機のB-25が、第14空軍第23戦闘大隊のP-51及びP-38各8機の援護の下、中国遂川基地を飛び立ち、台湾の新竹飛行場を爆撃、日本軍機52機に損害を与える新竹空襲を行った。ただ、これらはいずれも小規模且つ軍事拠点を目標にしたものであった。
アメリカ軍による本格的な台湾空襲は太平洋戦争末期、フィリピンの戦いのために第38任務部隊の艦上機が来襲した1944年（昭和19年）10月12日に始まった。また同じ頃に台湾沖航空戦が展開されている。ルソン島占領後は陸上機も頻繁に来襲、屏東や虎尾の製糖アルコール生成工場、高雄港、岡山航空廠を目標にした。そして台北もアメリカ軍の空襲範囲に含まれ、頻繁な攻撃を受けるようになった。当初台湾に230機あった日本軍戦闘機は、台湾沖航空戦以来の戦闘でほぼ壊滅状態となった。

## 戦闘の経過

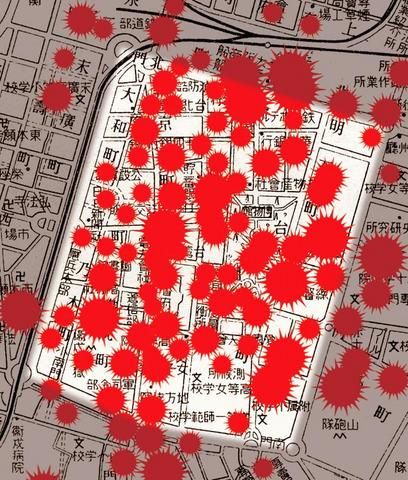
台北大空襲市内着弾略図

アメリカ軍による台北空襲で最も被害が大きかったのが1945年（昭和20年）5月31日の空襲である。フィリピンのスービック湾に駐留するアメリカ第5空軍は、4個航空大隊の合計117機のB-24をこの任務に当たらせた。3機のB-24を一編隊とした波状攻撃により、5月31日の午前10時より午後1時まで台北を目標とした空襲を加えた。
目標となったのは対空砲が残っていた台北城内（現在の台北市忠孝西路、中華路、愛国西路、中山南路に囲繞された地域）、城外の台湾歩兵第1連隊、野砲兵第48連隊（現在の中正紀念堂）などの軍事施設を初め、台湾総督府を含む、栄町、京町、文武町、書院町、明石町、旭町などの主要官庁街であった。3,800発の強力な爆弾が投下された。

## 結果
この空襲において最も大きな物的被害を受けたのは台湾総督府庁舎である。総督府庁舎は空襲を避けるために迷彩偽装が施されていたが、建物右翼が被弾し、中央塔脇のエレベーターと階段、その間にあった事務室が倒壊した。建物の爆弾による実質被害はこれだけだったが、発生した火災が消火までに数日を要する大規模なものだったため、結果的には対家屋面積比の83％が被害を受け、以降の使用は不可能となった。更に当時建物内にいた人々が地下室へ避難していたところ、階段が瓦礫で埋まってしまったため全員が生き埋めになるという惨事も発生している。このほか総務長官官邸、台湾鉄道ホテル、総督府図書館、台湾電力株式会社、台湾軍司令部、台北帝国大学医学部附属病院、台北駅、高等法院、度量衡所などの官庁が程度の差こそあれ被害を受けている。

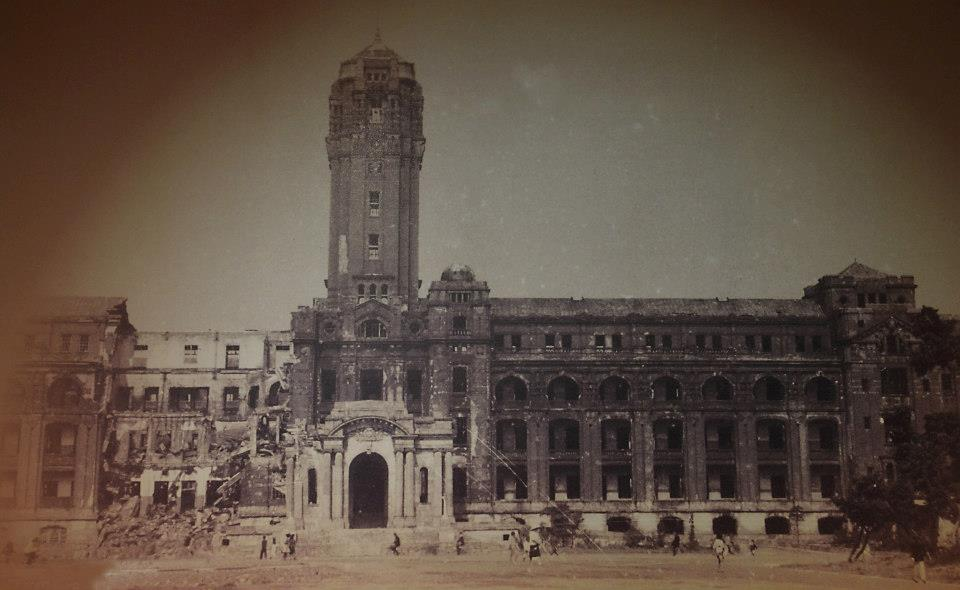
空襲の被弾で使用不可となった台湾総督府庁舎
大稲埕の淡水戯館（中国語版） 空襲によって焼失した
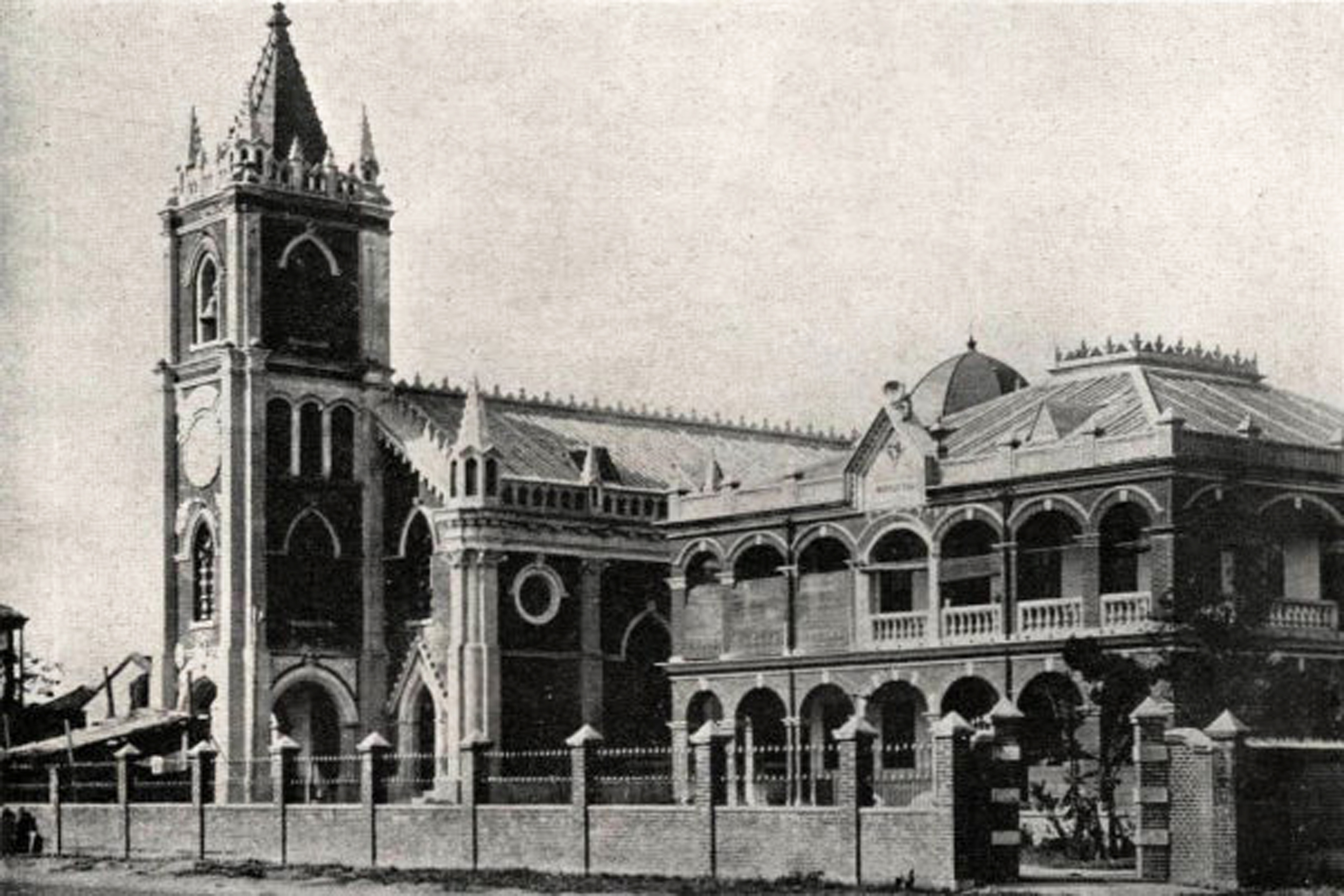
空襲で全壊した聖母無原罪司教座堂（蓬萊主座天主堂） 当時は市民の防空施設だった
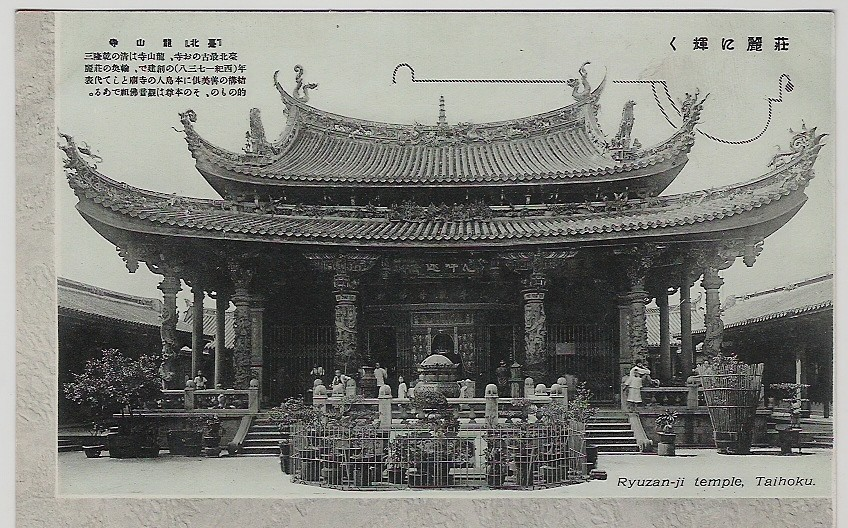
爆撃の被害を受けた艋舺龍山寺正殿
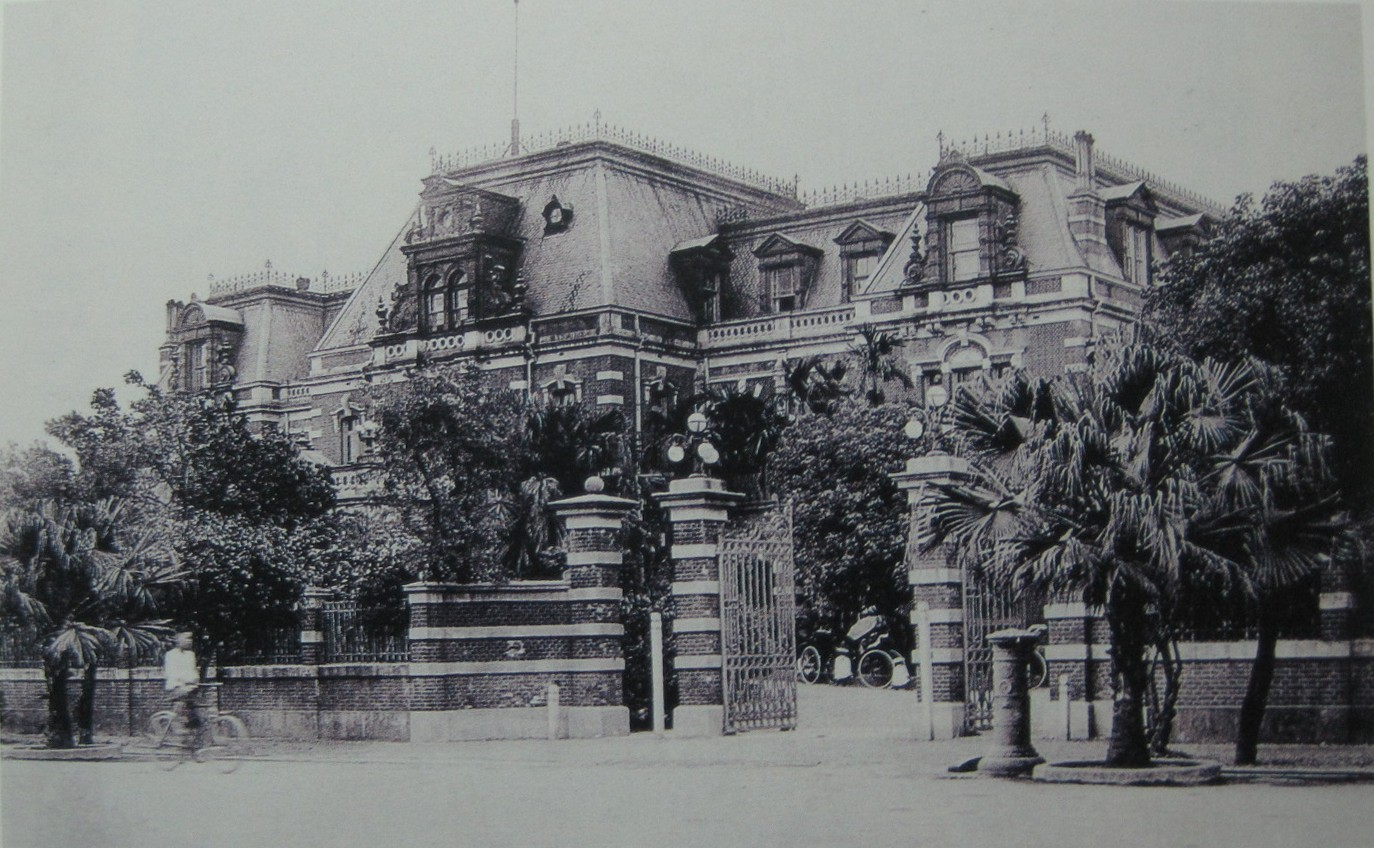
空襲で被害を受けた台湾鉄道ホテル

台北大空襲はアメリカ軍は台北城内の軍事・経済活動の拠点を主要目標としたとしているが、少なからずの一般市民の住宅への被害も認められる。当時市民の防空施設であった台北市双連地区の聖母無原罪司教座堂や大稲埕の淡水戯館などが全壊・焼失、龍山寺の正殿及び左廊も爆撃され塑像の「釋迦出山」も戦災に巻き込まれている。
台北大空襲での台北市民の死傷者は、当日死亡した者が3,000余人。これは、従前のアメリカ軍の空襲による全台湾での死者数に匹敵するものであった。この他数万の負傷者と多くの建造物への被害があった。

## 空襲以降
この空襲により零式戦闘機、紫電、雷電、疾風などの戦闘機及び九二式重機関銃、93式重機関銃、96式高射砲、八八式七糎野戦高射砲、150mm高射砲などの防空体制が機能不全に陥ったことが判明、その後は台湾総督府により各種学校に対する集団疎開及び防空訓練が推進されることになった。
第二次世界大戦終結後、アメリカ合衆国の同盟国だった中華民国政府は、マスメディアおよび歴史教科書からこの空襲を排除するなど批判を弱めた。
2009年7月15日に、台北メトロ信義線の杭州南路工事現場（中正紀念堂の隣接地域に当たる）の地下1メートル地点から、この空襲時のものと思われる不発弾2発が作業員によって発見されたが、無事に処理されている。